# Shine On You Crazy Diamond
Shine On You Crazy Diamond е песен на Pink Floyd в 9 части. Част е от албума Wish You Were Here, издаден през 1975 г.

## История
Песента е трибют към първия вокалист на групата Сид Барет и е представена пред публика за първи път през 1974 г., по време на лятното турне на Pink Floyd във Франция. Една от частите на песента е включена в сингъла Have a Cigar. Композицията първоначално е замислена като цялостна, за да заеме едната страна от албума, но в Wish You Were Here песента е издадена на две части. Shine On You Crazy Diamond I – V открива албума, а частите VI – IX го закриват.
Първите 5 части от композицията са в сетлистовете на групата до средата на 90-те години. След напускането на Роджър Уотърс, вокалните партии се поемат от китариста Дейвид Гилмор. По-късно и двамата музиканти изпълняват „Shine on You Crazy Diamond“ на свои концерти.
Официално издавани са и няколко алтернативни версии в компилациите A Collection of Great Dance Songs, Echoes: The Best of Pink Floyd и A Foot in the Door – The Best of Pink Floyd.

## Състав

### Pink Floyd
- Роджър Уотърс – вокал, бас китара, ритъм китара (част VIII)
- Дейвид Гилмор – китара, беквокал, бас китара (част VI), синтезатор
- Ричард Райт – орган, пиано, клавинет
- Ник Мейсън – барабани, перкусии

### Гост-музиканти
- Дик Пари – саксофон
- Карлена Уилямс – беквокал
- Венета Фийлдс – беквокал